# Настурция клубненосная
Настурция клубненосная, или анью (лат. Tropaeolum tuberosum) — однолетнее травянистое растение семейства Настурциевые, культивируемое в горных районах Центральной и Южной Америки ради богатых крахмалом грушевидных клубней, употребляемых в пищу. Больше всего настурция клубненосная культивируется в высокогорье Колумбии, Эквадора, Перу, Боливии и Чили на высотах до 3000 м над уровнем моря.

## История
Первые упоминания о настурции клубненосной встречаются в виде слова кубиас (из языка чибча) в докладе конкистадора Гонсало Хименеса де Кесада «Краткое изложение завоевания Нового Королевства Гранада» (1539, отредактировано анонимным автором в 1548—1549 годах), где он сообщил о наиболее важных растениях, используемых индейцами в пищу:

Едой этих людей служит то же, что и в других частях Индий, потому что их главным пропитанием является маис [maíz] и юка [yuca] (не путать с юкка [yucca]). Кроме этого у них есть 2 или 3 разновидности растений, из которых они извлекают большую пользу для своего пропитания, коими есть одни, похожие на трюфеля, называемые ионас [ionas], другие — похожи на репу, называемую кубиас [cubias], которые они бросают в свою стряпню, им оно служит важным продуктом.— Гонсало Хименес де Кесада. «Краткое изложение завоевания Нового Королевства Гранада».

## Ботаническое описание

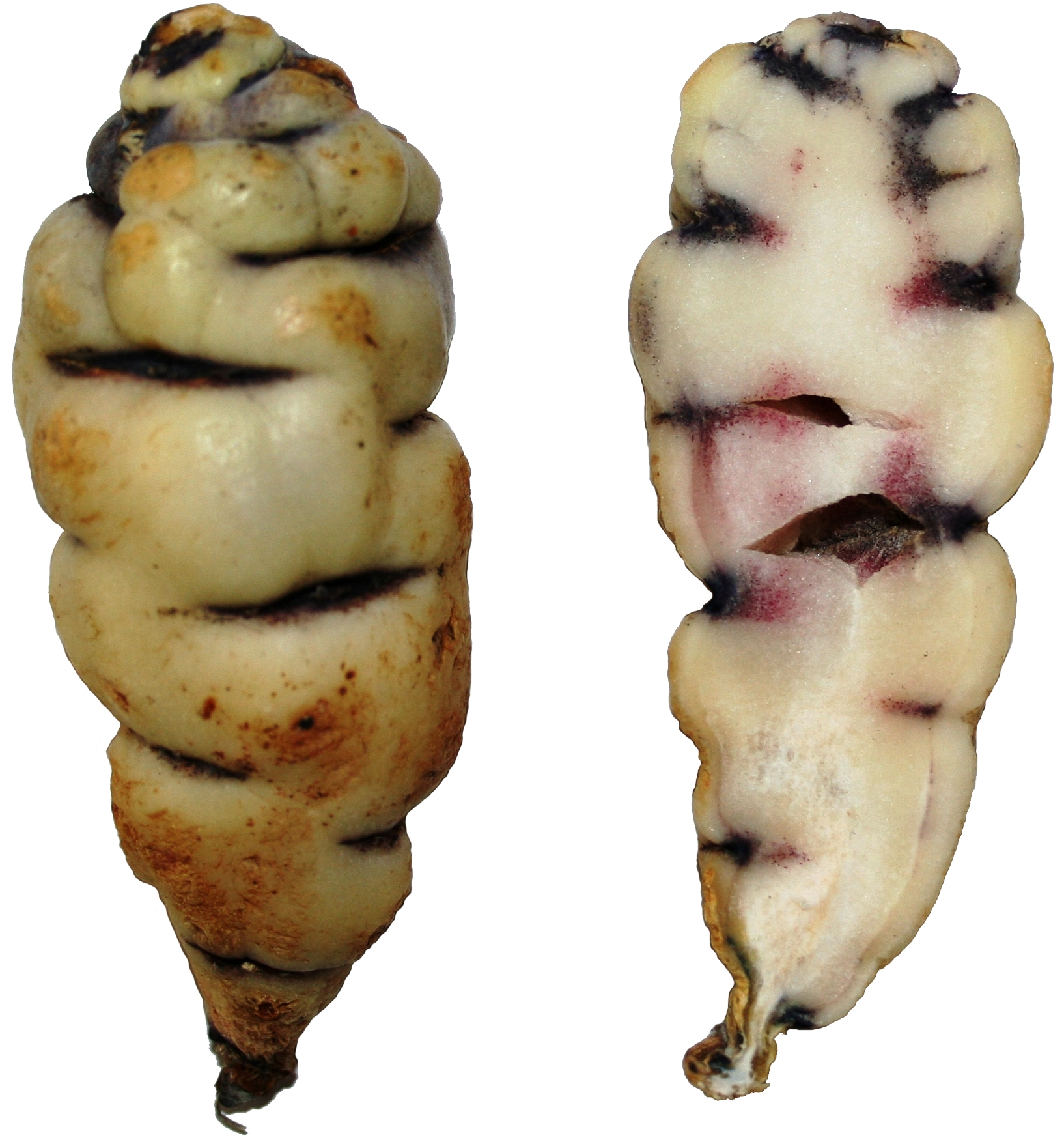
Клубни настурции клубненосной

Однолетнее травянистое растение с тонкими, длинными, полегающими и спутывающимися между собой ползучими стеблями, образующими куст высотой около 50 см.
Листья пятилопастные, цельнокрайные, синевато-зелёного цвета.
Цветки расположены поодиночке в пазухах листьев на длинных (до 15 см) цветоножках. Чашечка с пятью ярко окрашенными (жёлтыми, оранжевыми или красными) чашелистиками, задний и два боковых вместе с выростом цветоложа образуют шпорец длиной до 2 см. Лепестки немного длиннее чашелистиков, также ярко окрашенные. Цветки опыляются насекомыми.
Завязь трёхчленная, при созревании плод распадается на 3 односемянных плодика с губчатой оболочкой.
На коротких столонах образуются крупные (до 10 см длиной) удлинённо-овальные или грушевидные клубни. Окраска их у форм, произрастающих в Колумбии, белая, возле глазков с расплывчатыми красно-фиолетовыми участками. У форм из Перу и Боливии клубни жёлтые с короткими радиальными фиолетовыми полосками у оснований глазков.
Все части растения, как и у других настурциевых, имеют специфический запах, обусловленный содержанием в них алкалоида мирозина.

## Использование
Богатые крахмалом клубни настурции клубненосной используют в пищу в варёном виде, так как сырые клубни имеют жгучий вкус и специфический запах.
Это растение иногда сажают рядом с картофелем, для отпугивания от него насекомых, нематод и других вредителей.

## Попытки выращивания в Европе
Попытки промышленного выращивания настурции клубненосной в Европе, в том числе в России, оказались безуспешными. Оказалось, что это растение сильно реагирует на продолжительность светового дня. В условиях длинного светового дня настурция растёт, но не образует клубней, и лишь при искусственном укорочении дня (с помощью укрытия растений непрозрачным материалом) начиналось клубнеобразование.